# Unterscheidungseignung (Markenrecht)
Als Unterscheidungseignung wird im Markenrecht die Eignung eines Zeichens verstanden, Waren oder Dienstleistungen eines Unternehmens von denen anderer Unternehmen zu unterscheiden.

## Hintergrund
Um Markenschutz zu erlangen, muss ein Zeichen dazu geeignet sein, Waren oder Dienstleistungen eines Unternehmens von denen anderer Unternehmen zu unterscheiden. Dies stellt die sogenannte „Kernfunktion“ der Marke dar. Bereits im Markengesetz (MarkenG) werden einige Zeichen genannt, die grundsätzlich diese Funktion erfüllen. Dies sind insbesondere Wörter, einschließlich Personennamen, Abbildungen, Buchstaben, Zahlen, Hörzeichen, dreidimensionale Gestaltungen einschließlich der Form einer Ware oder ihrer Verpackung sowie sonstige Aufmachungen einschließlich Farben und Farbzusammenstellungen (§ 3 Abs. 1 MarkenG). 
Die Eignung zur Unterscheidung der Waren oder Dienstleistungen wird laut MarkenG explizit Zeichen abgesprochen, die ausschließlich aus einer Form bestehen, die durch die Art der Ware selbst bedingt ist, die zur Erreichung einer technischen Wirkung erforderlich ist oder die der Ware einen wesentlichen Wert verleiht (§3 Abs. 2 MarkenG).